# Gustave Gilbert
Gustave Mark Gilbert (1911 - 1977) foi um psicólogo americano, mais conhecido por seus relatórios contendo observações de altos dirigentes nazistas durante o julgamento de Nuremberg.

## Início da vida
Gustave Gilbert nasceu no estado de Nova York em 1911, filho de imigrantes judeus-austríacos. Ele ganhou uma bolsa de estudos para o curso de Cultura e Ética no Colégio Town Center, em Nova York. Em 1939, obteve o seu doutorado em Psicologia na Universidade de Columbia. Gilbert também realizou um diploma da American Board of Examiners in Professional Psychology.
Durante a II Guerra Mundial Gilbert, foi contratado como psicólogo militar no posto de Primeiro Tenente. Por causa de seus conhecimentos da língua alemã, ele foi enviado ao exterior como oficial de inteligência.

## Julgamento de Nuremberg
Em 1945, após o fim da guerra, Gilbert foi enviado como tradutor ao Tribunal Militar Internacional em Nuremberg, Alemanha,  para o julgamento dos prisioneiros alemães da II Guerra Mundial. Gilbert foi nomeado o psicólogo dos prisioneiros. Durante o julgamento, Gilbert passou a ser o confidente de Hermann Göring, Joachim von Ribbentrop, Wilhelm Keitel, Hans Frank, Oswald Pohl, Otto Ohlendorf, Rudolf Höss (o comandante de Auschwitz), e Ernst Kaltenbrunner, entre outros. No início não revelou que era judeu para que os prisioneiros não mentissem para ele. Gilbert também participou do Julgamento de Nuremberg como o chefe militar do departamento de psicologia americano, e comprovou a sanidade de Rudolf Hess.
Em 1946, após o julgamento, Gilbert voltou ao E.U.A. onde permaneceu ocupado ensinando, pesquisando e escrevendo. Em 1947 ele publicou parte de sua agenda, que consistia em observações colhidas durante as entrevistas, os interrogatórios e as conversas com os prisioneiros alemães, sob o título de Nuremberg Diary. (Este diário foi reproduzido na íntegra em 1961 pouco antes do julgamento de Adolf Eichmann em Jerusalém.) O que se segue é uma famosa conversa deste livro entre Gilbert e Göring:
Goering: As pessoas, obviamente, não querem guerra. Por que alguns pobres fazendeiros colocariam sua vida em risco numa guerra se o melhor que eles tem a fazer é cuidar de sua fazenda ?

	Naturalmente, as pessoas comuns não querem guerra, nem na Rússia, nem na Inglaterra, nem na América, nem na Alemanha. Isso é compreensível. Mas, afinal, são os líderes do país que determinam a política e é sempre uma simples questão de arrastar o povo junto, se é uma democracia, ou uma ditadura fascista, ou um parlamento, ou uma ditadura comunista.

Gilbert: Existe uma diferença. Em uma democracia as pessoas podem manifestar suas opiniões através de seus representantes eleitos, e na América só Congresso dos Estados Unidos pode declarar guerras.

Goering: A população sempre pode mudar de opinião. Isso é fácil. Tudo que você tem a fazer é dizer-lhes que estão sendo atacados, e denunciar os pacifistas por falta de patriotismo e expor o país ao perigo. Isso funciona da mesma maneira em qualquer país.

## Posteriormente vida
Em 1948, como chefe de Psicólogia do Hospital dos Veteranos em Lyon, Gilbert tratou de veteranos da I e II Guerras Mundiais que sofreram de problemas nervosos.
Em 1950, Gilbert publicou A Psicologia da Ditadura, com base nos exames dos líderes da Alemanha nazista. Neste livro, Gilbert teria feito uma tentativa de retratar o perfil do comportamento psicológico de Adolf Hitler, com base nos testemunhos dos comandandes presos em Nuremberg.
Em Setembro de 1954, enquanto foi professor da Associação de Psicologia do Michigan State College, Gilbert participou da 62ª Convenção Anual da Associação Americana de Psicologia, em Nova Iorque. Ele fez parte do grupo de quatro pessoas discutindo "Abordagens Psicológicas ao Problema do Anti-Intelectualismo".
Em 1961, quando era o presidente do Departamento de Psicologia da Universidade de Long Island, no Brooklyn, Gilbert foi convocado a depor no julgamento de Adolf Eichmann em Jerusalém. Durante seu depoimento, em 29 de Maio de 1961, Gilbert recorreu ao Julgamento de Nuremberg e falou sobre o papel de Eichmann em perpetuar o Holocausto.
Gustave Mark Gilbert faleceu em 1977.

## Legado
A participação no julgamento de Nuremberg pode ter sido sua maior contribuição para a psicologia. Sua Psicologia da Ditadura foi uma tentativa de mostrar o perfil de Adolf Hitler, utilizando como referência os depoimentos de generais e comandantes próximos a Hitler.
O trabalho publicado de Gilbert ainda é objeto de estudo em muitas universidades e faculdades, especialmente em aulas de  psicologia, onde, muitas vezes, é uma leitura necessária.